# Łapszanka (wieś)
Łapszanka (słow. Lapšanka, węg. Kislápos, niem. Kleinlapsch) – wieś w województwie małopolskim, powiecie nowotarskim w gminie Łapsze Niżne. W latach 1975–1998 miejscowość położona była w województwie nowosądeckim.

## Położenie
Niewielka miejscowość na Pogórzu Spiskim w etnograficznym regionie zwanym Zamagurzem. Zajmuje dno doliny potoku Łapszanka oraz jego zbocza. Zachodnie zbocza to w dużym stopniu bezleśny grzbiet ze wzniesieniami Pawlików Wierch (1016 m), Piłatówka (1004 m) i Pusty Wierch (984 m), wschodnie również w dużym stopniu wylesiony grzbiet ze szczytami Na Wierch (896 m), Kuraszowski Wierch (1038 m), Dudasowski Wierch (1038 m) oraz Holowiec (1035 m). Kuraszowski i Dudasowski Wierch są najwyższymi szczytami polskiej części Pogórza Spiskiego. Zabudowania miejscowości podchodzą aż do Przełęczy nad Łapszanką (934 m) oddzielającej te grzbiety (przysiółek Wyżni Koniec).

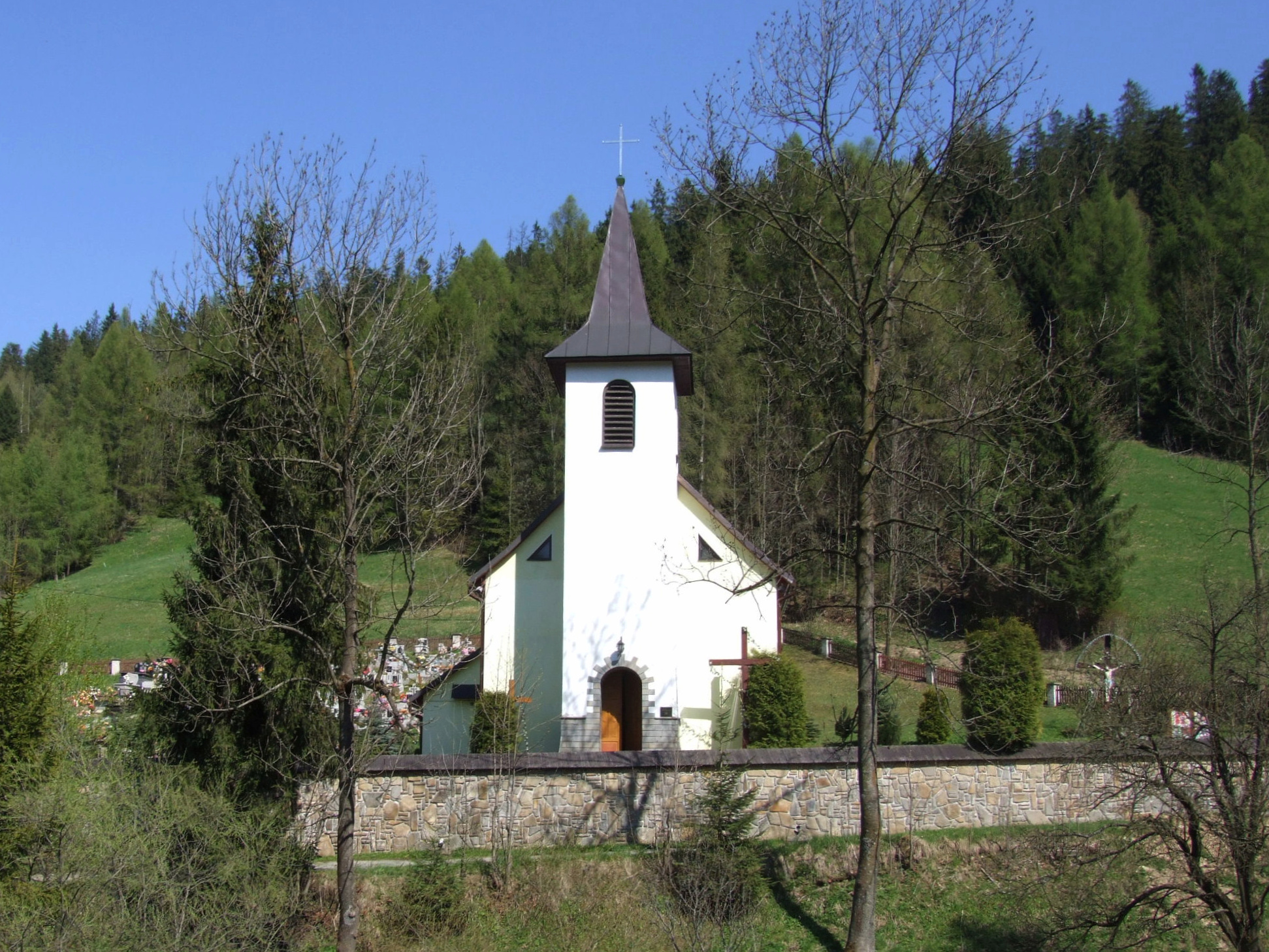
Kościół w Łapszance

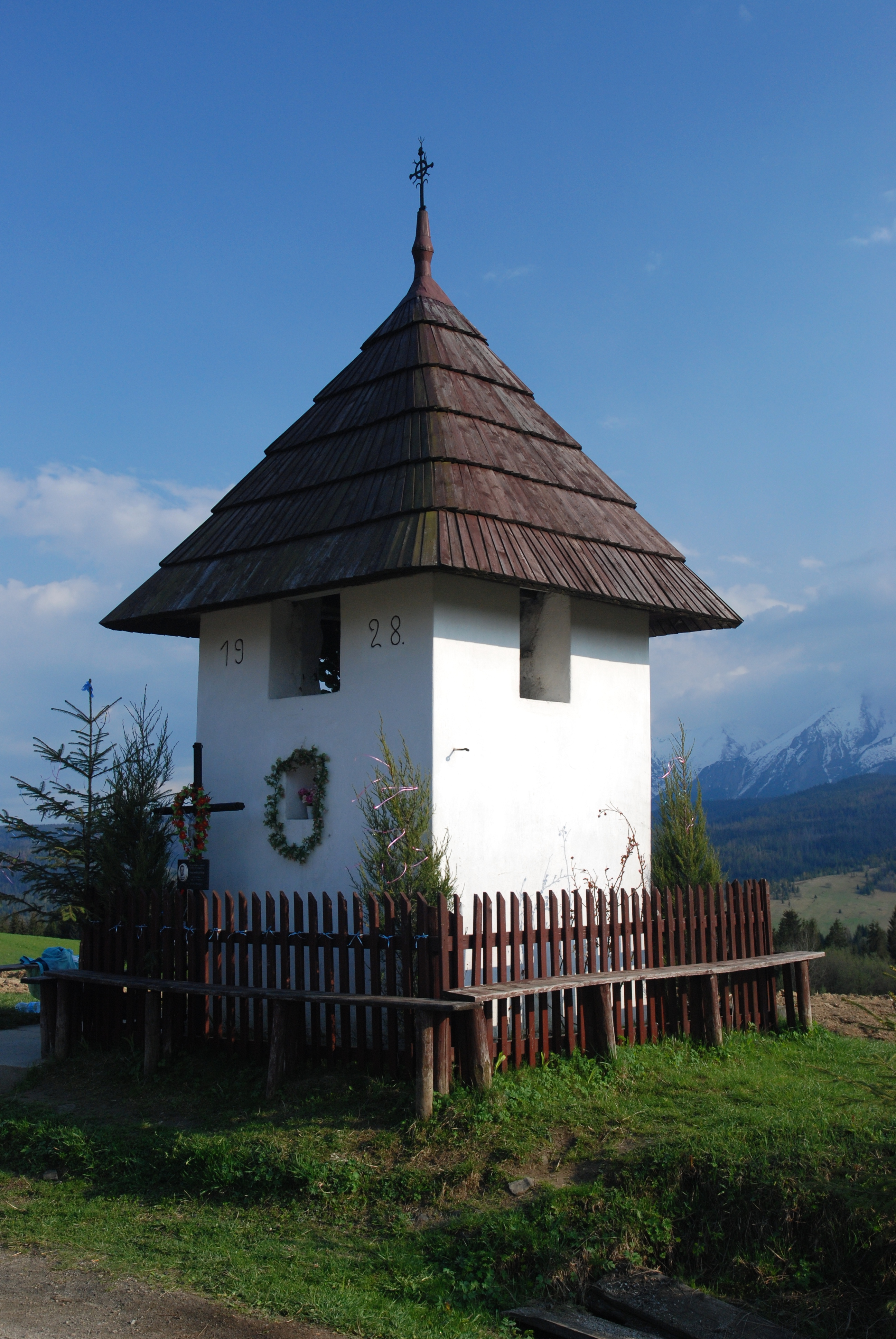
Kapliczka na Przełęczy nad Łapszanką

## Historia
Miejscowość była prawdopodobnie założona w XVI wieku jako osada filialna Łapsz Wyżnich. Prawdopodobnie była również zasiedlona przez ludność wołoską z pobliskiej Osturni. Wymieniona jest w dokumencie sprzedaży z 1589 roku klucza dunajeckiego Jerzemu Horvathowi z Palocsy przez Olbrachta Łaskiego. W roku 1662 pierwsza wzmianka o sołectwie.
W okresie II wojny światowej aż do roku 1953 w szkole nauczano w języku słowackim. 17 maja 1968 – elektryfikacja wsi.
Znajdujący się w dolnej części wsi kościół został zbudowany w roku 1902.

## Kultura
We wsi jest używana gwara spiska, zaliczana przez polskich językoznawców jako gwara dialektu małopolskiego języka polskiego, przez słowackich zaś jako gwara przejściowa polsko-słowacka. Tradycyjnym ubiorem był strój spiski w odmianie kacwińskiej.

## Kapliczka na Wyżnim Końcu
W górnej części wsi, na Wyżnim Końcu, ok. 300 m od granicy państwowej polsko-słowackiej, zlokalizowana jest kapliczka-dzwonnica pod wezwaniem Matki Boskiej Częstochowskiej. Zbudowana w 1928 roku, murowana na planie prostokąta, bielona, nakryta czterospadowym daszkiem gontowym, z dzwonem z tego samego roku. To często fotografowany, charakterystyczny element wsi.
Według dawnych wierzeń, bicie w dzwon tej kapliczki miało odganiać płanetników, którzy przywodzili burze. Dlatego dzwoniono, gdy zbliżała się burza. Tak dzwoniąc w roku 1967 zginął od uderzenia pioruna 33-letni mieszkaniec Łapszanki, Franciszek Kapołka.
W maju 2017 r. piorun ponownie trafił w kapliczkę: wybił dziurę w dachu, ale poza tym nie zanotowano większych zniszczeń. Kapliczkę wyremontowano i zainstalowano na niej piorunochron.

## Turystyka
Miejscowość turystyczna, położona w głębokiej dolinie potoku, który tworzy około 30 wodospadów. Z Przełęczy nad Łapszanką (945 m n.p.m.) roztacza się widok na Tatry i szeroka panorama na Magurę Spiską. W 2013 Łapszankę odwiedził Tour de Pologne. Rozegrano tutaj premię górską I kategorii, wygraną przez Tomasza Marczyńskiego.